# 霍伊納

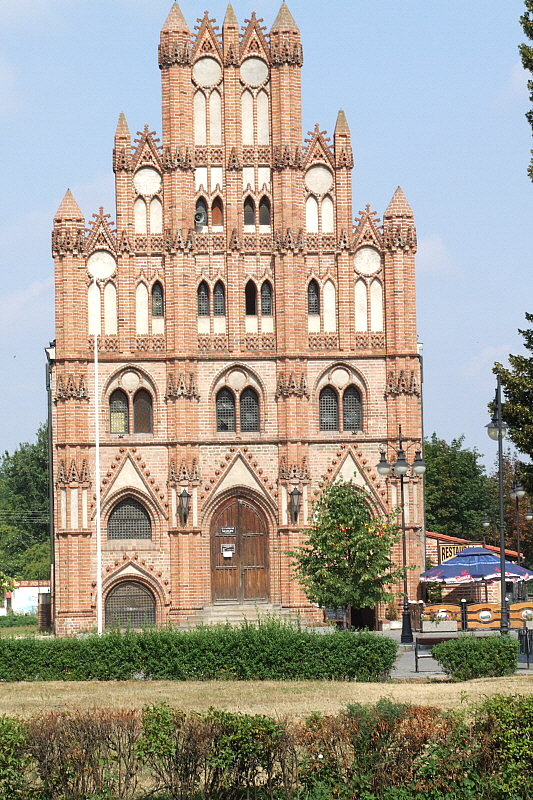

霍伊納，德语：Königsberg in der Neumark，诺伊马克的柯尼斯堡。是波蘭的城鎮，位於該國西部，距離什切青60公里，由西波美拉尼亞省負責管轄，面積12.12平方公里，海拔高度19米，原属于德国勃兰登堡省法兰克福大区哥尼斯堡县，二战后随着勃兰登堡省的奥德河东岸地区一起被割让给波兰，鎮上的德國居民在第二次世界大戰後被逐，2006年人口7,187。

## 外部連結
- Municipal website （页面存档备份，存于） （波兰語）
- Reconstruction of the Church of St. Mary （页面存档备份，存于） （德文）
- Genealogical information about Königsberg in der Neumark （德文）
- Jewish Community in Chojna （页面存档备份，存于） on Virtual Shtetl

52°58′N 14°25′E / 52.967°N 14.417°E